# Волга, Дарья Владимировна
Да́рья Влади́мировна Во́лга (укр. Дар'я Володимирівна Волга; род. 19 июня 1974, Киев, Украинская ССР, СССР) — украинская и российская актриса театра и кино, телеведущая и художница.

## Биография
Родилась 19 июня 1974 года в Киеве в семье народной артистки Украины, актрисы Киевского академического драматического театра имени Ивана Франко Валентины Плотниковой и инженера-конструктора Владимира Волги. В Москву Дарья с родителями переехала после аварии в Чернобыле.
Училась в московской школе № 201 имени Зои и Александра Космодемьянских.
В 1995 году окончила ВГИК (мастерская А. Джигарханяна и А. Филозова). Известность к Дарье пришла после съёмок в сериалах «Петербургские тайны», «Маросейка, 12», «Татьянин день» и в российско-французском фильме «Лиса Алиса». На телевидении впервые появилась в качестве ведущей программы «Прогноз погоды» на телеканале «ТНТ».
С 28 июля по 3 октября 2008 года — ведущая телепередачи «Давай поженимся» на Первом канале.
В марте 2014 года вместе с рядом других деятелей науки и культуры выразила своё несогласие с политикой российской власти в Крыму.
С 2017 года проживала в Киеве. В 2022 году вернулась с семьёй в Новую Зеландию.
Помимо русского Дарья Волга также владеет украинским и английским языком, пишет песни, одна из которых звучит в телесериале «Татьянин день».

## Личная жизнь
Муж — Андрей Франчук (ныне в разводе). В 2000 году с мужем переехала в Новую Зеландию. В 2003 году окончила режиссёрский факультет Оклендского университета и получила степень мастера искусств. В том же году у пары родился сын Эй Джей (Энтони Джозеф), а в 2010 году родился сын Илай. Учась в Новой Зеландии, Волга снялась в телесериалах Hey, Dude, Rude Awakenings, фильме Beyond The Ocean (США, 2000) (победил на кинофестивале в номинации «Лучший фильм»), а также нескольких рекламных роликах.

## Роли в театре
- 2002 — Comedia de l’arte (B. Simpson)
- 2002 — Cherry Orchard (O. Lindsay)
- 2002 — The Tempest (S. Young)

## Фильмография
- 1994 — Петербургские тайны — Маша Чечевинская
- 1995 — Какая чудная игра — Юля
- 1998 — Развязка Петербургских тайн — Маша Чечевинская
- 2000 — Маросейка, 12 — медсестра (серии «Мокрое дело» и «Операция „Зелёный лёд“»)
- 2000 — С точки зрения ангела — Лиза
- 2001 — Лиса Алиса — Алиса
- 2005 — Неотложка 2 — Людмила, фельдшер бригады
- 2007 — Татьянин день — Галина Рыбкина, кузина Татьяны Разбежкиной
- 2008 — А я люблю женатого — Лариса
- 2008 — Пять шагов по облакам — Мелисса Синицкая, писательница
- 2009 — Наш Чехов — Дуняша
- 2009 — Любить и ненавидеть — Елена, бывшая жена Карачаева (серия «Мёртвые воды Московского моря»)
- 2009 — Хозяйка тайги — Ирина
- 2010 — Вера, Надежда, Любовь — Жанна
- 2010 — Ефросинья — Татьяна (сезоны 1-3)
- 2011 — Мужчина во мне — Лиза
- 2011 — Голубка — Вера Ковалева
- 2011 — Знахарь 2: Охота без правил — Олеся
- 2012 — Лист ожидания — Марина Климова
- 2012 — Любопытная Варвара — Алёна, жена Романа
- 2012 — Без следа (22-23 серии) — Наталья Ланеева
- 2012 — Любовь по расписанию — Оксана Левашова
- 2013 — Земский доктор — Лиза Мартынова, подруга Ольги Самойловой
- 2013 — Фёдоров — Зоя
- 2013 — Позднее раскаяние — Светлана Игоревна Чикалёва
- 2014 — Боцман Чайка — Анжела
- 2014 — Склифосовский (третий сезон) — Елена Танеева, мать Ивана
- 2018 — Девочки мои — Татьяна Янина
- 2019 — Бывшая — Регина Лаврентьева
- 2019 — Капитанша 2 — Жанна
- 2019 — Любимые дети — Лара, дочь Веры
- 2019 — Отель «Купидон» — Ольга Вольская, первая жена Назара, хозяйка отеля
- 2020 — После зимы — Ольга Грабина, старшая медсестра